# إنشاء الطرق
هندسة إنشاء الطرق هي فرع من علوم الهندسة المدنية المختص بتصميم وتنفيذ الطرق وتجهيزها بحيث تكون مريحة وأمنة للكل مستخدمي الطريق.

## مراحل إنشاء الطرق
يمر أي طريق بثلاث مراحل رئيسية لانشائه وهي:
- دراسة الجدوى "موضحة في صفحة هندسة المرور"
- تصميم طبقات الرصف
- تنفيذ العلامات الأرضية واللوحات المرورية والإشارات الضوئية